# 普希金像 (上海)
普希金像，是徐汇区文物保护单位之一，位于中国上海市徐汇区汾陽路、岳陽路、桃江路交匯處。普希金像是俄罗斯诗人亚历山大·谢尔盖耶维奇·普希金的雕像，建于1937年，后在1944年被侵华日军拆除，1947年重建，1966年毁于文化大革命，1987年再次重建。

## 历史

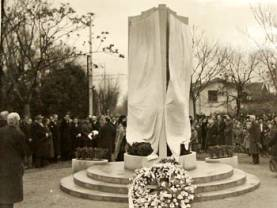
普希金像1937年第一次重建期间（落成揭幕前）

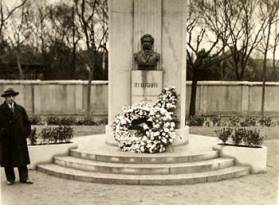
1937年第一次重建后的普希金像，其后已被破坏

普希金像为纪念俄罗斯诗人亚历山大·谢尔盖耶维奇·普希金逝世100周年而建，1937年2月10日落成。雕像由居于上海的俄罗斯侨民等人士集资建造，苏联雕塑家彼得·古尔斯基（Питер Гурски）负责设计，建筑师格郎负责制作。上海法租界的管理机构特地在租界里分配出一块土地，用作竖立普希金像。雕像在1937年2月11日上午揭幕，俄罗斯侨民、法国侨民、法國駐上海總領事、上海法租界管理机构人员等人士都出席了揭幕仪式。
后来，抗日战争爆发，侵华日军占据上海；1944年11月，日军战况不利，为了得到更多金属来生产枪炮军火，他们拆除普希金像的铜制半身像部分，剩下花岗石碑座部分没有掠走。抗日战争胜利后，俄罗斯侨民和一些上海文化界人士集资推动普希金像原址重建，新雕像由苏联雕塑家马特维·马尼泽尔、弗拉基米尔·多莫加茨基创作，在苏联莫斯科定制，1947年2月28日开始打造，完工后运抵中国，11月28日揭幕；新普希金像揭幕仪式由苏联侨民协会主持，宋庆龄、吴国桢、苏联领事、文化团体代表等200多人出席。
在文化大革命期间，普希金像被视为“四旧”，因此在1966年8月遭到彻底破坏，铜像部分和碑座部分都一概遭到摧毁。多个口述历史记载一致认定普希金像是被红卫兵拆除的，但具体拆除方法未有定论：有说法认为，红卫兵驾了一台大型起重机来拆除雕像；有说法认为，红卫兵是用绳子来把雕像拉倒；也有说法认为，红卫兵先用绳子拉下铜像部分，把它沿着鹅卵石街道拖行，令铜像碎成碎片，然后再炸毁碑座部分；亦有说法指出，雕像先被红卫兵派来的起重机砸得残破不堪，再用兩根粗麻繩交叉拖曳拆除。另一个说法更明确地描述了普希金像被毁的整个具体过程：红卫兵和造反队一同参与拆除雕像，他们先用一条粗绳把碑座上面的铜像合力拉下来，再用同样方法拉下碑座，导致地面出现大坑；这时，地底积存的沼气被无意点燃起火，拆除雕像的人们被火吓到，有些人急忙离开现场，有些人主张大家马上撤离，有些人则坚持先运走刚才拉下来的雕像，结果雕像残骸在黄昏时分被一辆汽车运走。有未经证实的传闻指，现场附近一名居民当天晚上发现了普希金铜像的头部，把它私下保存下来，收藏了近20年，但这个人搬家后不知所终。
文化大革命结束后，艺术家开始设法还原先前被红卫兵破坏的建筑物、艺术品、文物，以恢复上海的城市风貌。1980年代后期，上海政府当局决定批准原址重建普希金像，这个决定备受文化界人士赞赏。有参与重建工作的人员认为，上海政府之所以这样做，是为了弥补文化大革命时的破坏，让上海恢复开明城市的形象。重建的普希金像由华东师范大学教师高云龙和齐子春创作。创作过程中，附近的居民经常就如何恢复雕像原貌向创作团队提出建议，并提供雕像遭到破坏以前的照片。普希金像重建历时九个月，在1987年8月落成。第二次重建后的普希金像在上海城市雕塑40年评奖活动中获得三等奖。
1989年，苏联领导人戈尔巴乔夫访华，期间到访了上海普希金像，并向雕像献花。
2007年8月28日，普希金像列入徐汇区文物保护单位。2011年，入选普陀区文物保护单位。

## 结构
第二次重建后的普希金像高5.55米，分为半身像、碑座、平台三部分。半身像高0.9米，以铜制成。平台高0.45米，为圆形踏步平台。碑座高4.2米，正面有“俄国诗人亚历山大谢尔盖维奇普希金纪念碑”字样，左侧用俄文写上普希金生卒年月，右侧用中文写上雕像重建年月。
普希金像在第二次重建前本来坐南朝北，但第二次重建时改成坐北朝南。这是因为朝南的採光会较朝北更好，令雕像视觉效果更美观，而且中国传统崇尚朝南，地位尊贵者会面向南方，房子、厅堂、窗户、宫殿也以朝南为佳。